# Villagonzalo Pedernales
Villagonzalo Pedernales è un comune spagnolo di 1 795 abitanti situato nella comunità autonoma di Castiglia e León.